# Birria
Birria es una variación regional de la barbacoa del occidente de México, hecha principalmente de chivo, carnero, o res. La carne se marina en un adobo hecho de vinagre, chiles secos, ajos, hierbas, y sal. Tradicionalmente se cuece en un recipiente metálico embutido en un pozo u horno de tierra. Con el jugo que resulta de su cocción se prepara una salsa o consomé a base de tomate.
Restaurantes o puestos ambulantes que sirven birria se conocen como birrierías y existen en muchas áreas del occidente del país, especialmente en los estados de Jalisco, Michoacán, Aguascalientes, Zacatecas y Colima.

## Historia
El término birria fue originalmente el nombre regional que se le daba en Jalisco, a lo que en otras partes de México se conoce como barbacoa, carnes cocidas o asadas en un horno de tierra. La investigadora y cocinera mexicana, Josefina Velázquez de León, afirmó que la barbacoa tiene muchas variaciones o estilos dependiendo de la región de México, y que la birria era uno de esos estilos. El lingüista y filólogo mexicano, Darío Rubio, refirió en 1925 que:

Entre nosotros, BIRRIA es nombre que da también la gente del pueblo a la barbacoa.

El historiador y folclorista mexicano, Leovigildo Islas Escárcega, afirmó que birria era un término específicamente de Jalisco y de algunas zonas del interior para la barbacoa:

“Nombre con que designan a la barbacoa, en Jalisco y en algunos puntos del interior.”

El escritor cubano-mexicano Félix Ramos y Duarte, definió el término como un regionalismo de la Ciudad de México, específicamente para la barbacoa de chivo:

“Birria (D. F.), sf. Barbacoa de chivo, ó chivo asado.”

El filólogo y lingüista mexicano, Francisco J. Santamaría, también definió el término como otro nombre para la barbacoa:

Birria, f. En cierta región del país, principalmente en Guadalajara (Jalisco), carne de borrego o de chivo, preparada a semejanza de la barbacoa, y que es típica del lugar; barbacoa en general.

El escritor y ensayista mexicano, Jorge Mejía Prieto, definió la palabra como una: "barbacoa caldosa hecha con carne de cordero o chivo originaria de Guadalajara, Jalisco".
El académico mexicano, José Ignacio Dávila Garibi, argumentó que el término se originó en la lengua Coca, no del término español birria que significa “cosa sin valor”.

## Preparación
La carne, ya sea de carnero, chivo o res, se marina en un adobo hecho de vinagre, chiles secos, ajos, hierbas, y sal. Tradicionalmente se cuece en un recipiente metálico embutido en un pozo u horno de tierra. Rodeado al fondo y sus paredes con grandes brasas de leña; se le tapa o cubre con hojas o pencas de maguey; que a su vez se cubre con tierra y se deja por un tiempo promedio de 4 horas. 
El adobo es una preparación de algunos chiles como ancho, pasilla, guajillo o puya y especias como comino, laurel, pimienta, tomillo, clavo, ajo, orégano, jengibre, ajonjolí, jitomate y cebolla, el cocimiento también puede ser con gas y al horno; que puristamente la birria es exclusivamente "de pozo"  a las brasas.
La carne se sirve en plato hondo, bañada con la salsa resultante de su cocción o con el consomé preparado; y se puede enriquecer con cebolla cruda picada, con cilantro u orégano: salsa picante roja de chile de árbol y jugo de limón. 
Se come con cuchara sopera, acompaña con tortillas de maíz. Puede consumirse sin su jugo taqueada con las tortillas de maíz, o en consomé sopeada con cuchara.

## Galería de imágenes

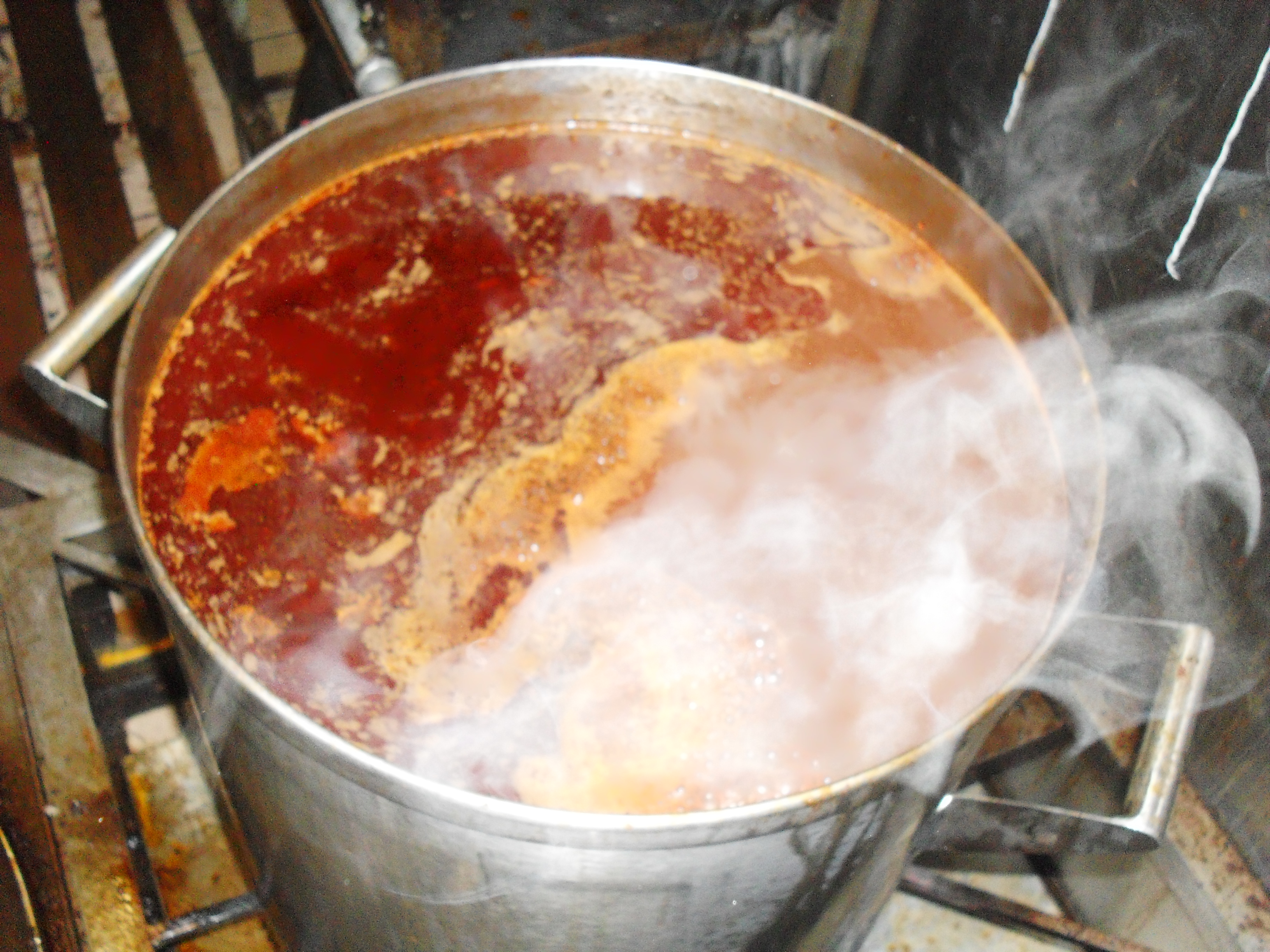
Olla con el caldo de la birria
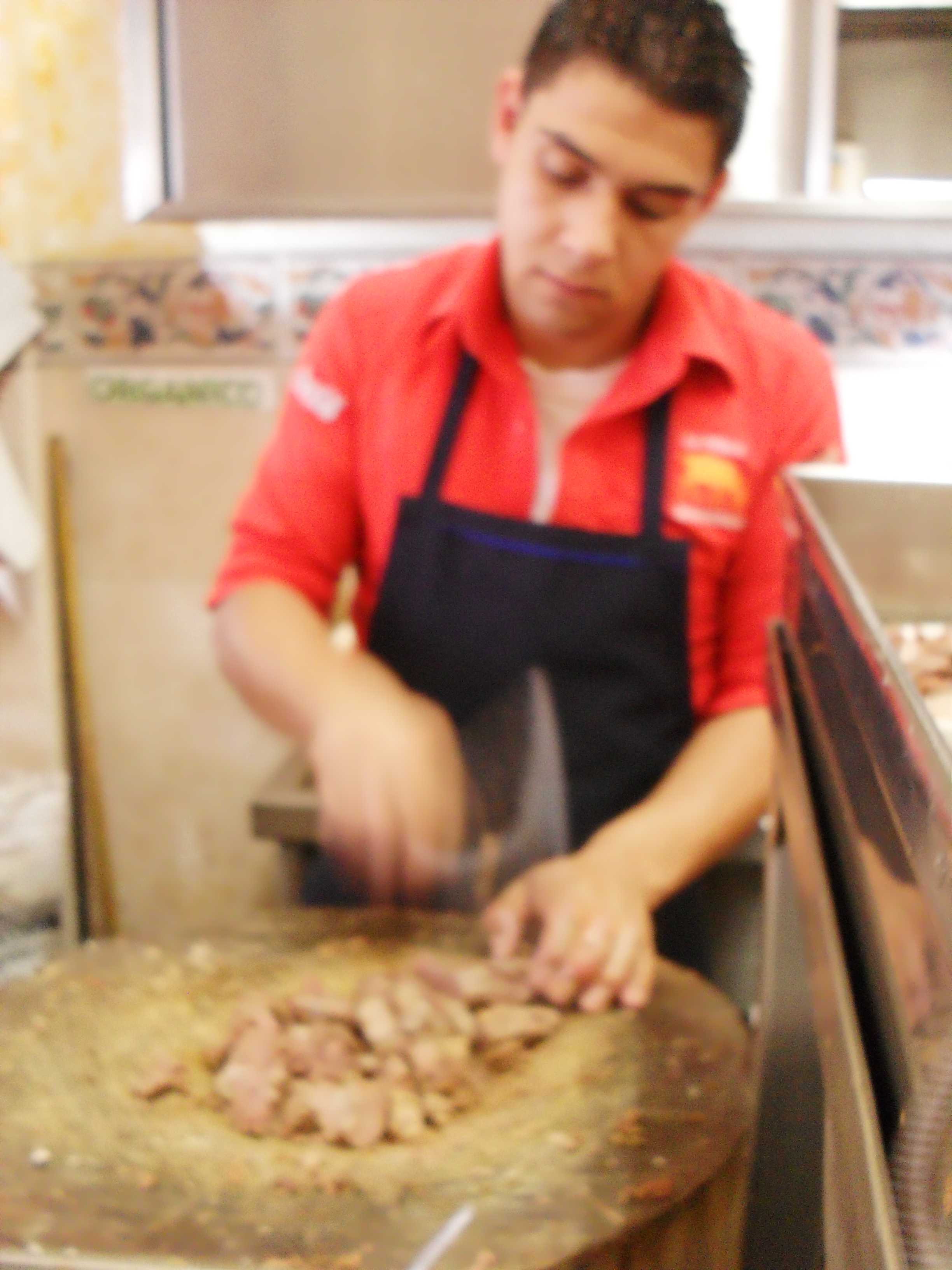
Carne de carnero
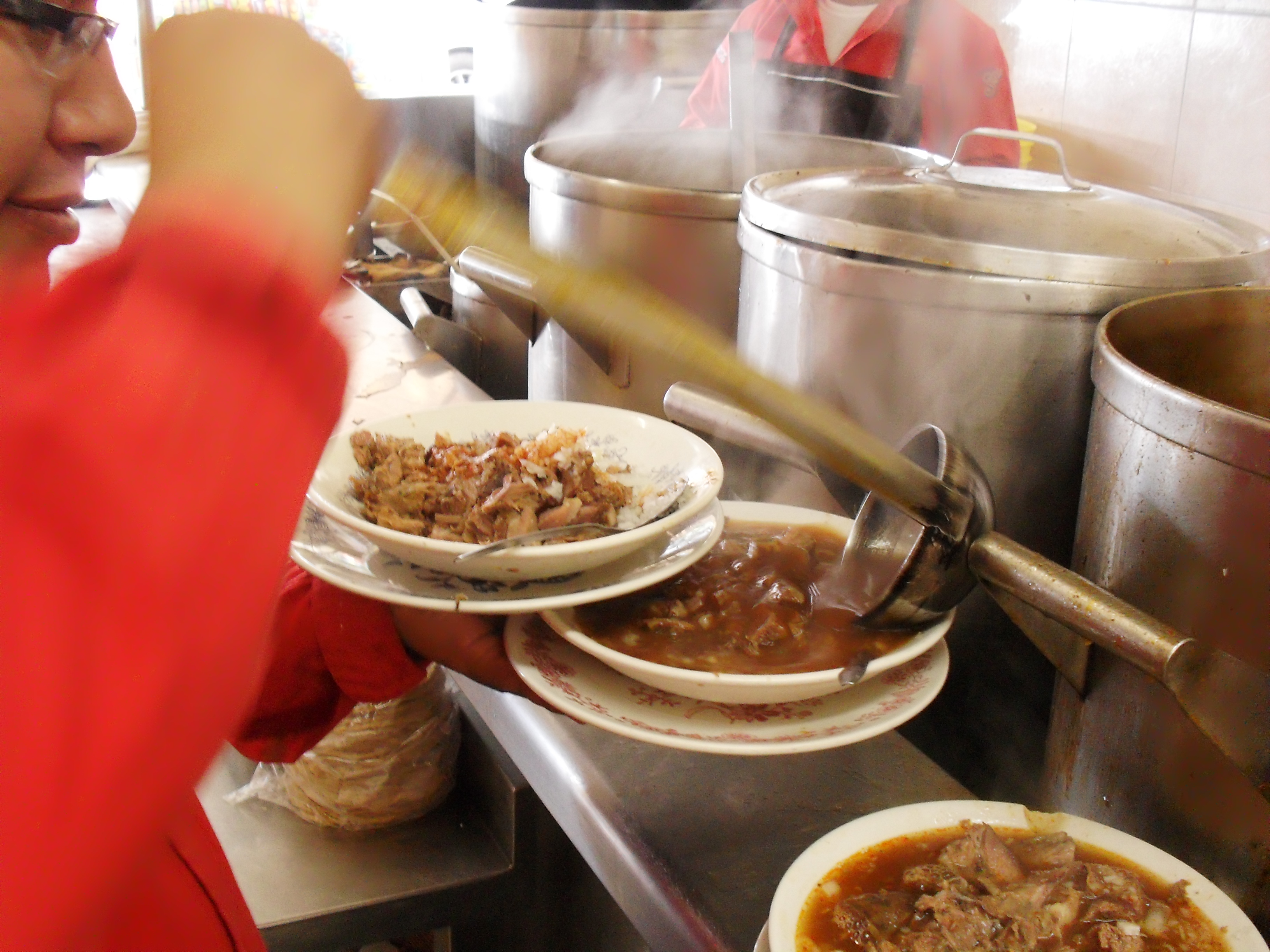
Mesero sirviendo un plato de birria
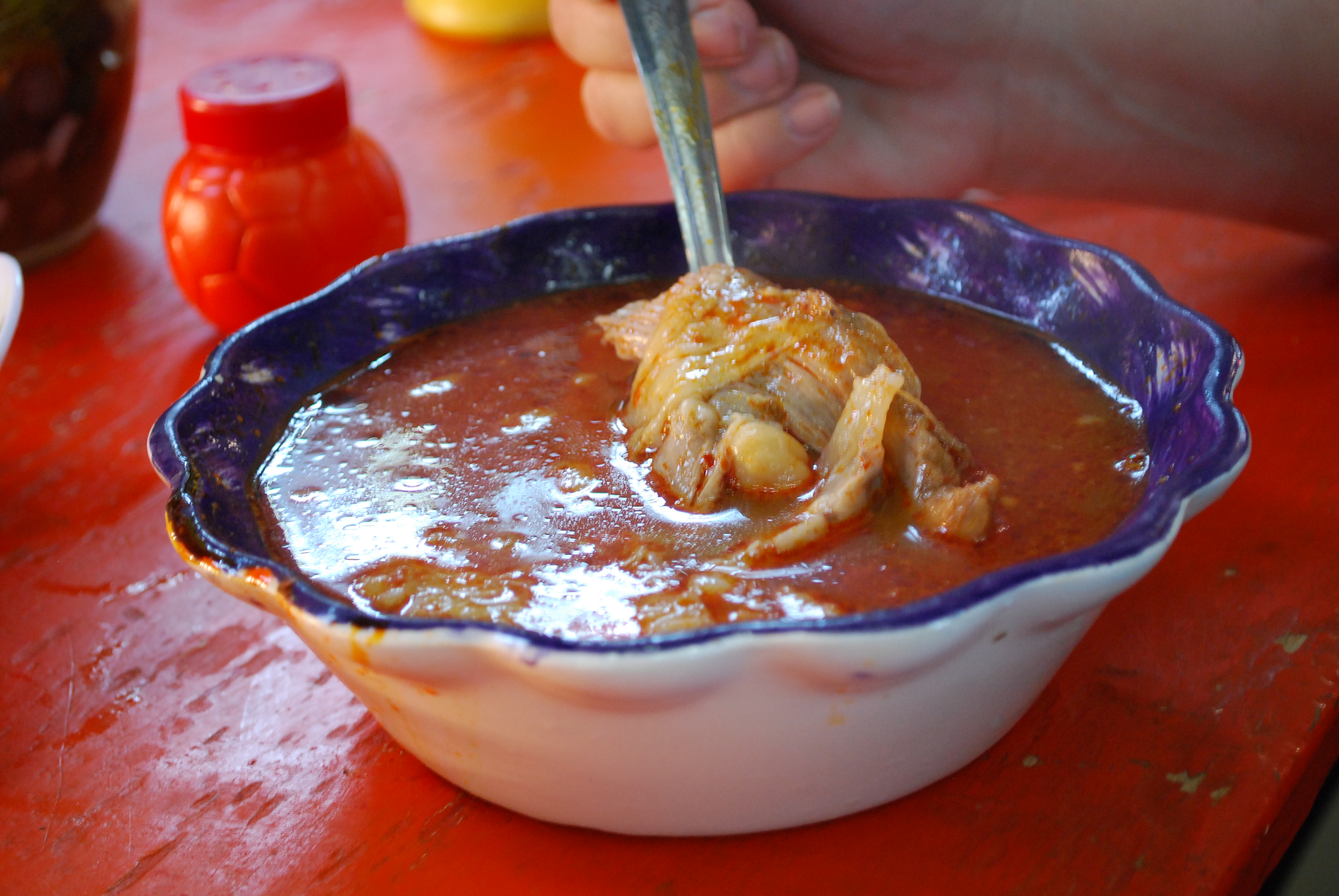
Plato de birria
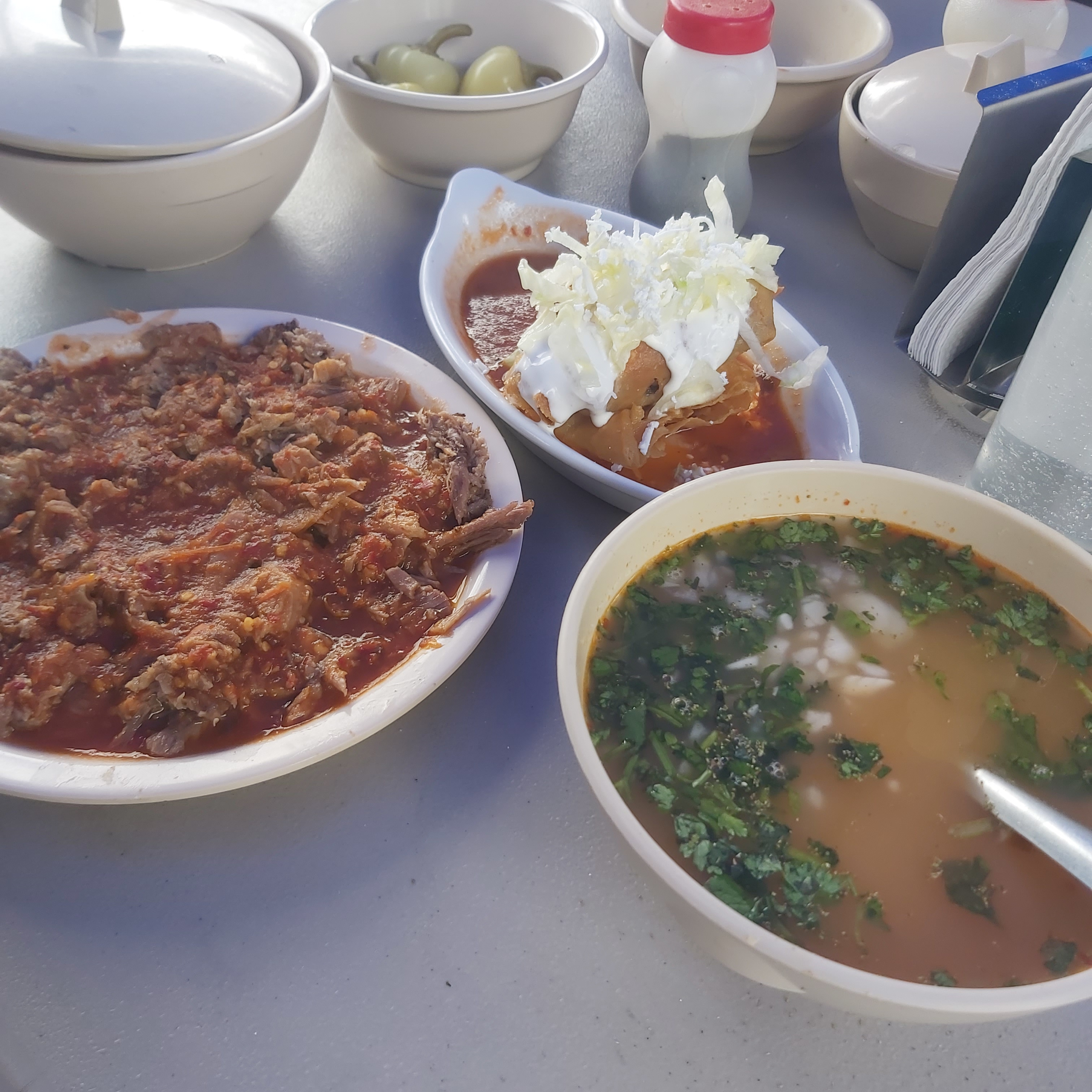
Birria estilo Aguascalientes en la Ciudad de México
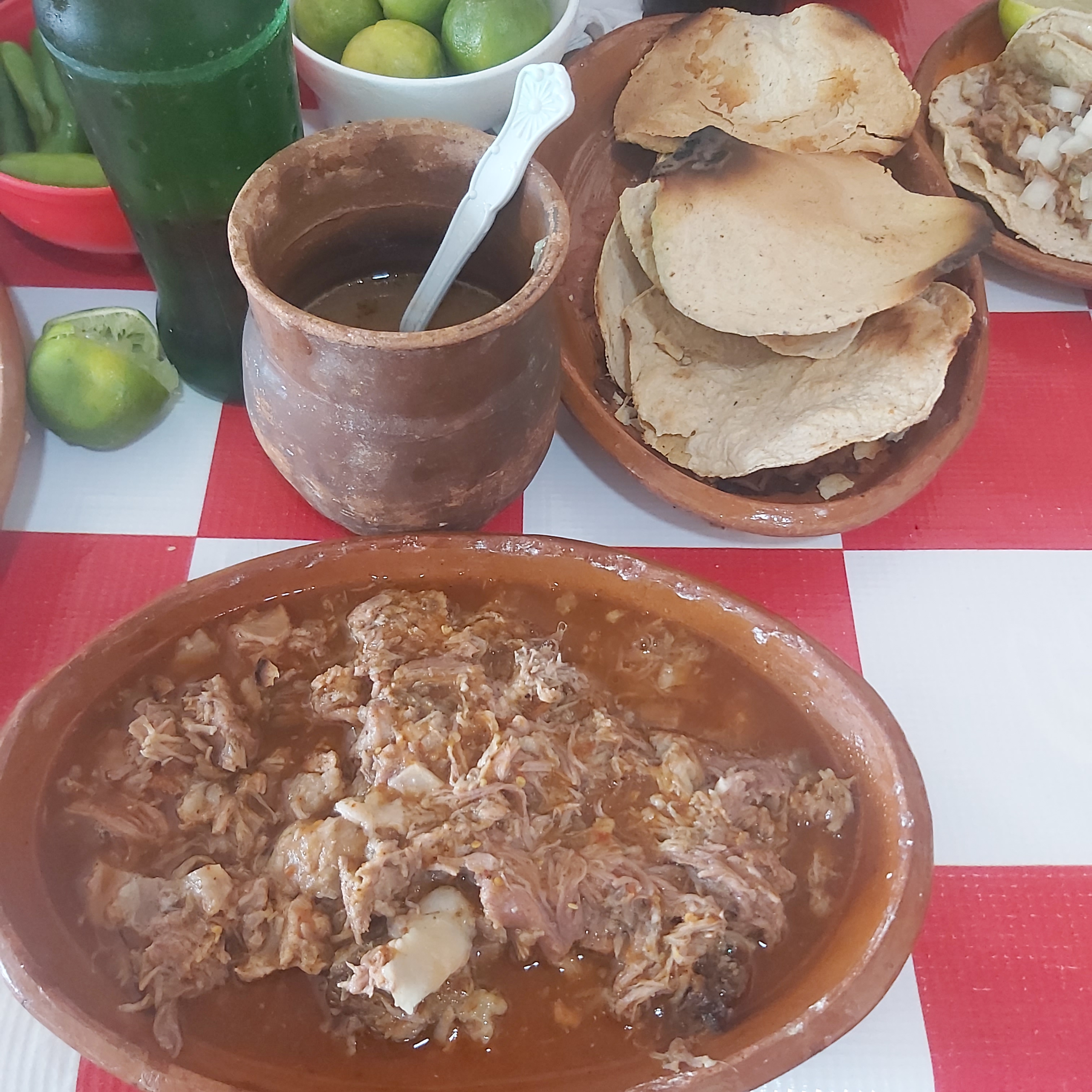
Birria con consomé en Aguascalientes